# Objaw Nikolskiego
Objaw Nikolskiego (ang. Nikolsky's sign) – objaw chorobowy występujący w wielu chorobach skóry, przejawiający się spełzaniem naskórka w wyniku potarcia skóry lub błony śluzowej.
Występuje w chorobach:
- pęcherzyca zwykła
- pęcherzyca liściasta
- choroba Lyella (toksyczna nekroliza naskórka)
- zespół Stevensa-Johnsona
- łuszczyca krostkowa
- SSSS

Opisał go po raz pierwszy w 1896 roku rosyjski dermatolog, Piotr Wasiljewicz Nikolski.